# Rachicerus fluidus
Rachicerus fluidus är en tvåvingeart som beskrevs av Akira Nagatomi 1970. Rachicerus fluidus ingår i släktet Rachicerus och familjen vedflugor. Inga underarter finns listade i Catalogue of Life.